# 588255 Hantang
588255 Hantang este o planetă minoră (asteroid) din centura de asteroizi. A fost descoperită pe 21 septembrie 2007 la Xuyi County⁠(d) de . 
Obiectul prezintă o orbită caracterizată de o semiaxă mare de 2,3002693596711 UAi, o excentricitate de 0,25082014762988, o înclinație de 5,4334365232754 ° în raport cu ecliptica.